# ランチア・デルタ (グループA)
ランチア・デルタ(グループA)（LANCIA Delta Group A）は、ランチアが世界ラリー選手権（WRC）参戦を目的に開発・製作したラリーカーである。1987年から1993年までの期間に、6度のマニュファクチャラーズ・タイトルと4度のドライバーズ・タイトルを獲得した。

## 概要
| 1985年のRACでデビューしたグループBマシン、デルタS4（左）と、1987年からのグループS用マシンとして開発されたECV（右） |  | 1985年のRACでデビューしたグループBマシン、デルタS4（左）と、1987年からのグループS用マシンとして開発されたECV（右） |
| 1985年のRACでデビューしたグループBマシン、デルタS4（左）と、1987年からのグループS用マシンとして開発されたECV（右） |  | |

1980年代前半、WRCではマシン開発について制約の少ないグループB車両で選手権を行い、1987年からは更に制約の少ないグループSクラスでWRCが開催されることになっていた。しかしマシンの高性能化の結果、1986年には死亡事故が相次ぎグループBによるWRCは1986年限りで終了が決定し、グループSクラスの導入も中止された。代わって導入されたのが、グループB車両よりも改造範囲が狭く、市販車に近いグループAクラスであった。
WRCの創設当初から選手権に参戦していたランチアはグループBマシン、デルタS4の後継マシンとしてデルタを選びWRCへ継続参戦した。ランチアとそのレース部門であるアバルトは継続的にデルタのホモロゲーションモデルを開発し、マシンの競争力を向上させていった。その結果、1987年から1992年まで6年連続でマニュファクチャラーズ・タイトルを保持、また4度のドライバーズ・タイトルを獲得し一時代を築いた。

## デルタ HF 4WD
1986年のツール・ド・コルスでのヘンリ・トイヴォネン/セルジオ・クレストの事故死により、1987年からグループBカーがWRCから排除されることになり、ランチアはグループAマシンの候補となる車両の選定を親会社のフィアットグループの車両まで含めて行った。しかし、ラリーカーに適した四輪駆動の車両は、ランチアが1986年のトリノ・モーターショーで発表したばかりのデルタ HF 4WDしか存在せず、いわば消去法でデルタが選ばれた。
デルタHF 4WDの開発は1986年6月初旬の風洞実験を皮切りに、8月6日にはトリノ近郊にあるフィアットのテストコースでシェイクダウンが行われた。10月のWRC第11戦 サンレモ・ラリー中に報道陣に初公開され、1987年の開幕戦 モンテカルロの1週間前に、グループAの規定生産台数に達してはいなかったが条件付きで公認を受けWRCデビューを迎えた。
しかしデルタはデビューが1979年と古く、4WDモデルのプロトタイプであるデルタ4x4も発表が1982年と既に5年近く前の車両であった。また狭いタイヤハウスは大径タイヤの使用を不可能にし、熱対策も十分でないなど、ラリーカーのベース車両としては適してはいなかった。このためランチアとアバルトは1987年のシーズン開幕後もデルタ HF 4WDの開発作業を続けることになった。

### 1987年

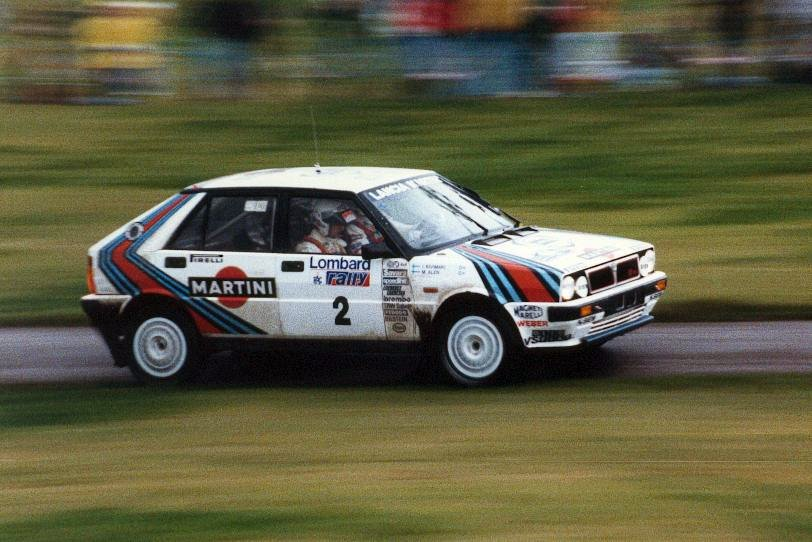
1987年のRACラリー、マルク・アレンのTO 74227G

1987年のWRCにランチアはユハ・カンクネン、ミキ・ビアシオン、マルク・アレンの3名のドライバーと各イベントごとにスペシャリストを招聘して戦った。レギュラードライバーは各7戦の出場が約束されていた。開幕戦のモンテカルロ・ラリーにはランチア以外にマツダとアウディ、フォードの3メーカーが4WD・ターボモデルで参戦していた。しかし、これら3メーカーの活動は個別のイベントの優勝を目標とするものであり、WRCのタイトル獲得を念頭に置いたプログラムを用意していたのはランチアだけであった。
デルタ HF 4WDはモンテカルロを制した後、第3戦 ポルトガル、第6戦 アクロポリス、第7戦 オリンパスと優勝を重ねていった。ランチア/アバルトはその間も次々と新たな装備を開発し、デルタ HF 4WDの競争力は向上していった。第5戦のツール・ド・コルスではカーボン製プロペラシャフト装備により、車重が1190㎏から1130㎏に軽量化され、ルーフ上にリヤスポイラーも装備された。さらにアクロポリスでは他チームに先がけてデータロガーも採用した。
ランチアは第9戦 アルゼンチンで早くもマニュファクチャラーズ・タイトルを決定させ、残ったドライバーズ・タイトル争いは最終戦 RACにまで持ち越された。RACには既に7戦出走済みのランキングトップのビアシオンは欠場し、カンクネンとアレンが出場した。結果はカンクネンが優勝し2年連続のドライバーズ・タイトルを逆転で獲得。3度転倒のアレンは5位でラリーを終えた。

### 1988年

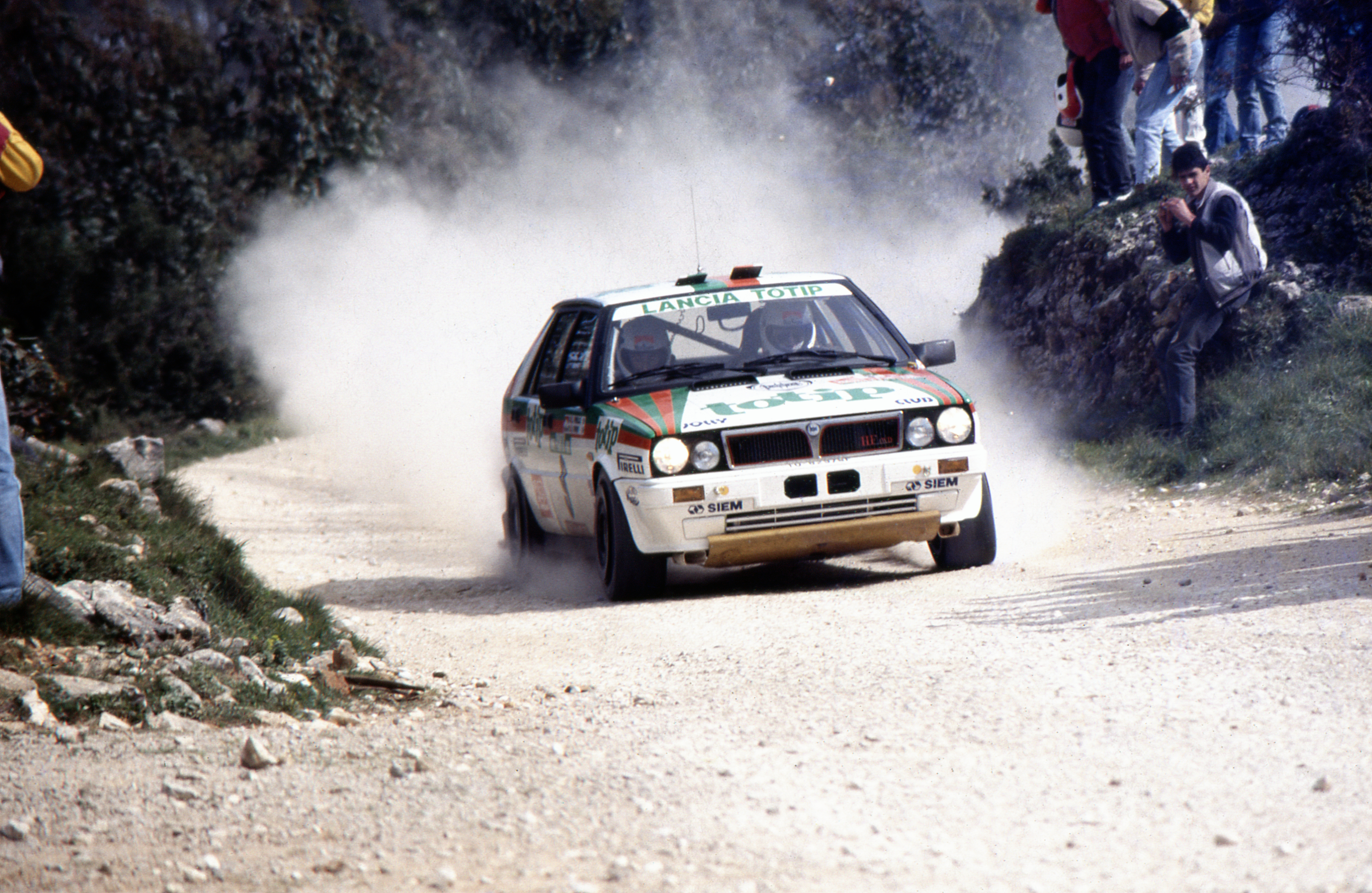
1988年のポルトガル・ラリーで、2位入賞を果たしたアレックス・フィオリオのデルタ HF 4WD

1988年シーズン、ランチアは、アレン、ビアシオン、ミカエル・エリクソンの3人に各イベント毎にスペシャリストを起用してマニュファクチャラーズ、ドライバーズの両タイトル連覇に臨んだ。
開幕戦 モンテカルロ、第2戦 スウェディッシュをデルタ HF 4WDで連勝し、1988年のWRC3戦目のポルトガル・ラリーから、ランチアはニューマシン、デルタ・インテグラーレをデビューさせた。一方、セミワークスのジョリークラブはデルタ HF 4WDで参戦しアレックス・フィオリオが2位、イブ・ルーベが3位と健闘した。

## デルタ インテグラーレ
ランチアは1988年の第3戦 ポルトガルからニューマシン、デルタ インテグラーレをデビューさせた。デルタ インテグラーレはエンジンルームの拡大による冷却性能の向上、タイヤハウスの拡大によるサスペンションストロークの増加と大径タイヤの採用、大型ターボの採用などによりHF 4WDのウィークポイントをほぼ克服した、コンペティティブなマシンに仕上がった。

### 1988年
デルタ インテグラーレは第3戦 ポルトガルでデビューを迎えた。ドライバーはビアシオン、アレン、エリクソンの3人で、結果はビアシオンが優勝しアレンは6位、エリクソンはリタイアに終わった。

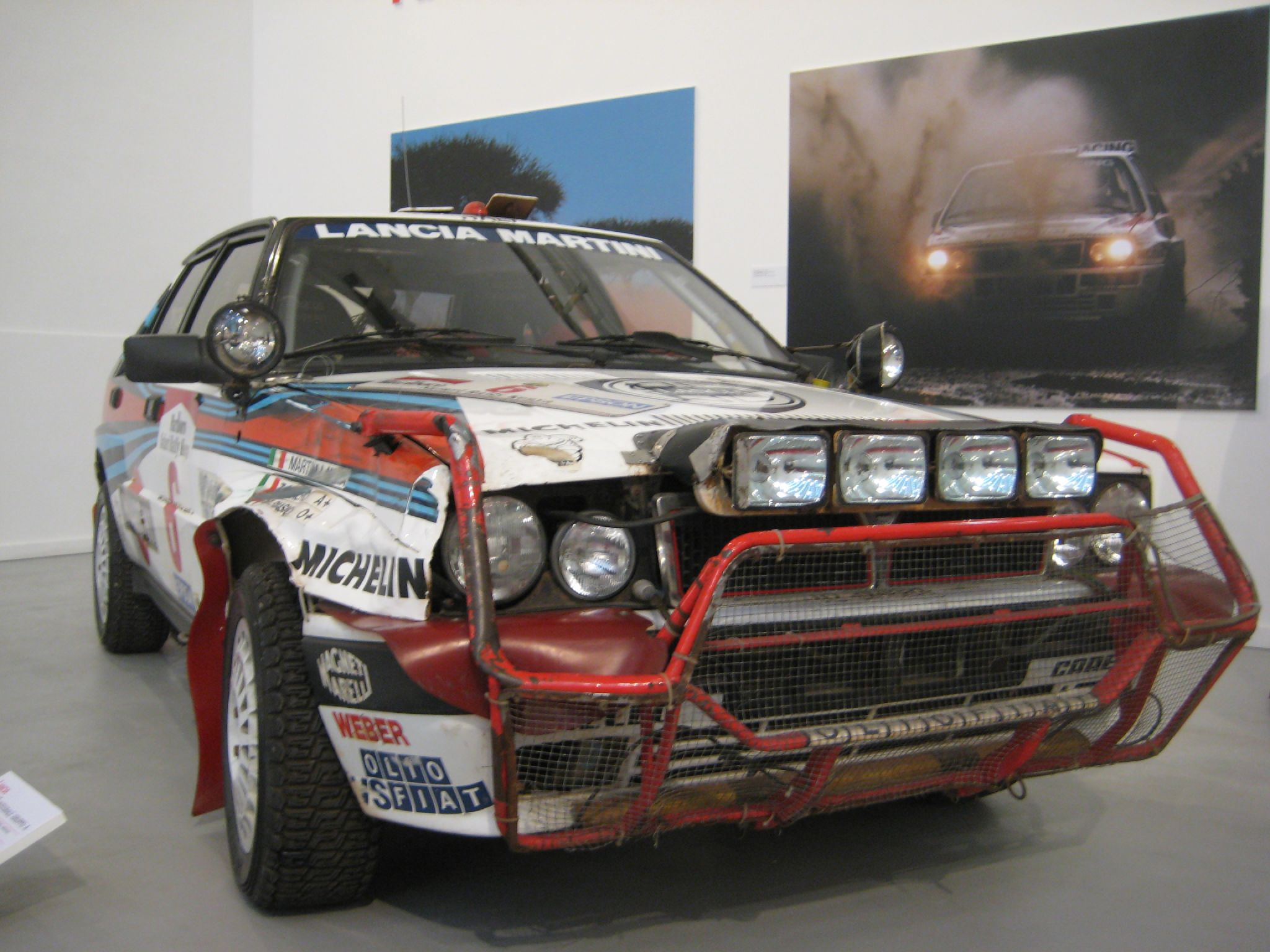
1988年、ランチアに初めてのサファリラリー優勝をもたらした、ミキ・ビアシオンのデルタ インテグラーレ

第4戦のサファリラリーはビアシオンが優勝。ランチアとしては初めてのサファリ制覇だった。この後第6戦 アクロポリス、第7戦 オリンパスとビアシオンが連勝し、早々とマニュファクチャラーズ・タイトルの連覇を決めた。その後さらにアルゼンチン、1000湖でもランチアが優勝。ビアシオンは第12戦 サンレモではシーズン5勝目を挙げ、初のドライバーズ・タイトルを獲得した。最終戦 RACも制したランチアは、マニュファクチャラーズ・タイトルの掛かった11戦のうち10戦で優勝を記録してシーズンを終えた。

### 1989年

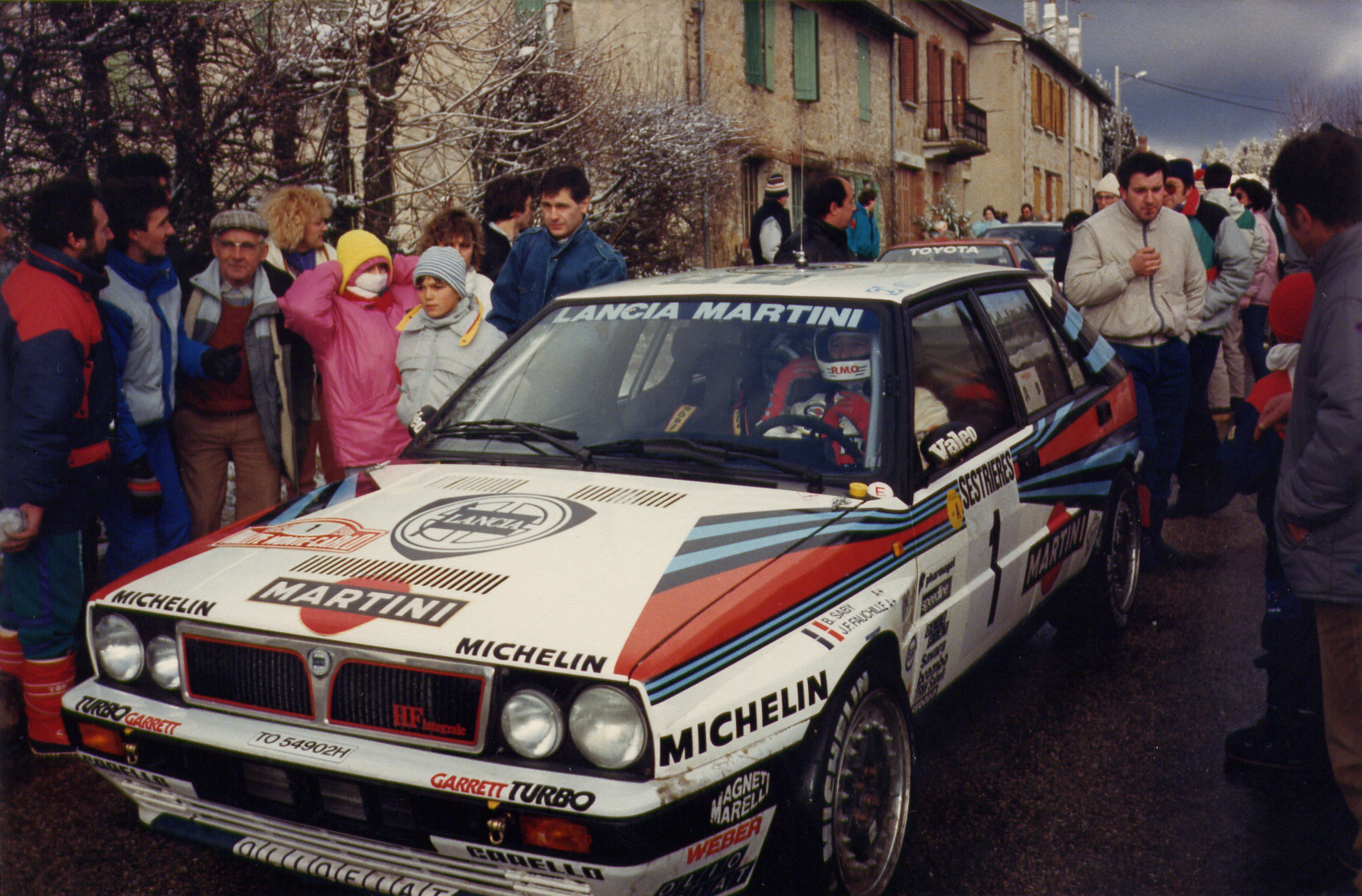
1989年の開幕戦 モンテカルロにランチアからスポット参戦したブルーノ・サビーのデルタ インテグラーレ

1989年仕様のデルタ インテグラーレは、ミッションのマグネシウム合金化とリヤサスペンション・アップライトのアルミ合金化で12㎏の軽量化を達成。またエンジン、イグニッションの改良で15bHPのパワーアップを果たした。さらにジョリークラブのフィオリオ車で電磁クラッチの実装テストが行われた。
1989年のランチアの体制はビアシオンをエースとして、新たにディディエ・オリオールが加入し、アレンは6戦の契約で残留。またブルーノ・サビー、イブ・ルーベ、ホルヘ・レカルデ、ミカエル・エリクソンをスポットで起用。ジョリークラブはアレックス・フィオリオとダリオ・チェラートの2台体制で参戦した。
デルタ インテグラーレの強さは前年から変わらず、開幕戦 モンテカルロ、第3戦 ポルトガル、第6戦 アクロポリスとシーズン前半で3度の1-2-3フィニッシュを達成した。この間、第4戦 サファリでビアシオンが優勝し、ランチアはWRC通算50勝を達成した。また1987、1988年とFRマシンに敗れていたツール・ド・コルスでもオリオールが勝利し、デルタ インテグラーレのグラベル、ターマックを問わない競争力の高さを証明した。その後、第8戦 アルゼンチンでミカエル・エリクソンが初優勝。シーズン4度目の1‐2‐3フィニッシュも記録し、早くもメイクスタイトル決定させた。
しかし第9戦 1000湖から日本メーカーの台頭が顕著となり、様相が変化し始めた。前戦アルゼンチンをデルタで優勝したミカエル・エリクソンが、三菱のギャランVR-4に乗り連勝。ランチアはトヨタ、マツダ勢にも遅れ、最上位はビアシオンの6位と惨敗に終わった。ランチアがマニュファクチャラーズ・タイトルの掛かったイベントで敗れたのは、前年のツール・ド・コルス以来1年3ヶ月振りのことだった。続くオーストラリアではトヨタのセリカGT-FOURもユハ・カンクネンとケネス・エリクソンにより1‐2で初優勝を達成し、ランチアはアレンが3位に終わり、メイクス戦で連敗した。
第11戦 サンレモでランチアはニューマシン、デルタ インテグラーレ 16Vをデビューさせた。しかしジョリークラブはデルタ インテグラーレ16Vの熟成不足からインテグラーレを選択。アレックス・フィオリオがデルタ インテグラーレ16Vを駆るビアシオン、トヨタのサインツと優勝争いの末、5秒差の2位に食い込む好成績を挙げた。

### 1990年
1990年の第4戦 サファリ・ラリーで8バルブ仕様のデルタ インテグラーレが再登場した。しかしトヨタ・セリカGT-FOURを駆る大ベテラン、ビョルン・ワルデガルドに敗れビアシオンが2位、カンクネンとフィオリオはリタイアに終わった。

## デルタ インテグラーレ 16V
デルタ インテグラーレ 16Vは、デルタ インテグラーレのエンジンを16バルブ仕様にアップデートした車両である。16バルブ化によりエンジントルクが増し、パワーバルジ導入によりエンジンルームが拡大され、熱対策も一段と改善されていた。ただし1990年の1000湖以降、フロントバンパーを前に出して隙間を作ってボンネット内に空気を取り入れるなどしており、熱問題の解決には至らなかった。またエンジンのパワーアップの結果、ミッショントラブルが多発し、カーボンファイバー製のプロペラシャフトの折損が相次ぐなど、マシンの信頼性に問題を抱えていた。

### 1989年
開幕前からシーズン後半のデビュー予定されていたデルタ インテグラーレ 16Vが、第11戦 サンレモでデビューした。サンレモ・ラリーには当初、三菱とマツダがエントリーしていたが両ワークスともこれを取り消したため、ビアシオン、オリオールをエントリーさせたランチアと、前戦優勝のカンクネンとカルロス・サインツが出場のトヨタによる一騎打ちとなった。スーパーSSのみの第1レグの後、第2レグでは8バルブのデルタ インテグラーレを使用するジョリークラブ勢が好調でダリオ・チェラート、次いでアレックス・フィオリオがラリーをリードして2日目を終えた。第3レグになるとトヨタのサインツがペースを上げて首位に浮上。再びスーパーSSのみの第4レグを経て最終第5レグで、サインツがスロットルトラブルによりペースダウン。残り3SSでビアシオンが逆転し、そのまま逃げ切ってデルタ インテグラーレ16Vのデビューを勝利で飾り、自身も2年連続でドライバーズ・タイトルを獲得した。しかしフィオリオが5秒遅れの2位、サインツも25秒差の3位でゴールしており、際どいデビューウィンであった。Wタイトルの獲得を決めたランチアは、デルタ インテグラーレ16Vのテストと開発のため最終戦のRACをキャンセルし、1989年の活動を終了した。

### 1990年
1990年、ランチアはビアシオン、オリオールに加え、トヨタから復帰のカンクネンの3ドライバーでマニュファクチャラーズ、ドライバーズの両タイトルの3連覇を目指してWRCを戦った。
開幕戦 モンテカルロには3ドライバーが揃って出場、ラリーはターマックを得意とするオリオールとトヨタのカルロス・サインツによる秒差の戦いとなった。第2レグ、サインツを14秒差抑えてトップで終えたオリオールだが、長い第3レグを終えた時にはその差は4秒にまで縮まっていた。しかし最終第4レグのSS23以降、オリオールがサインツを突き放してモンテカルロ・ラリー初制覇を達成した。しかしSS22後のサービスでのターボ交換の際、ランチアがエアリストリクターを外したのではないかと疑われ、トヨタがFISAに抗議をする事態となった。FISAはこの問題を不問としたが、疑惑の勝利となった。
第2戦として予定されていたスウェディッシュが降雪量の不足で中止となり、シーズン2戦目となった第3戦 ポルトガルではランチアはトヨタ、三菱勢の自滅に助けられビアシオン、オリオール、カンクネン、ジョリークラブのチェラート、地元のプライベーターのカルロス・ビカにより1-2-3-4-5フィニッシュと上位を独占した。その後8バルブ仕様のデルタ インテグラーレで参戦した第4戦 サファリではトヨタに敗れたが、第5戦のツール・ド・コルスではオリオールがトヨタのサインツとの接戦を制してシーズン2勝目を挙げた。第6戦 アクロポリスではトヨタのサインツがWRC初優勝を記録しドライバーズ・ランキングでトップに浮上。ランチア勢ではカンクネンが2位、ビアシオンが3位に入った。
第8戦 アルゼンチンをビアシオンが制した後の第9戦 1000湖はランチア、トヨタ、三菱、マツダ、スバル、フォードの6メーカーと、15名のAシードドライバーが揃うシーズン中盤の山場となった。結果はトヨタのサインツがノンスカンジナビアンとして初の1000湖ウィナーとなり、ランチア勢はカンクネンが5位に沈み、オリオールとジョリークラブのフィオリオはリタイアに終わった。第10戦 オーストラリアではカンクネンがシーズン初優勝を飾った。1000湖の後、ランチアはオーストラリアで4日間のテストを実施し、サスペンションセッティングを煮詰めた成果が実った勝利だった。しかしトヨタのサインツも2位に入ったため、1000湖の敗北を挽回するには至らなかった。

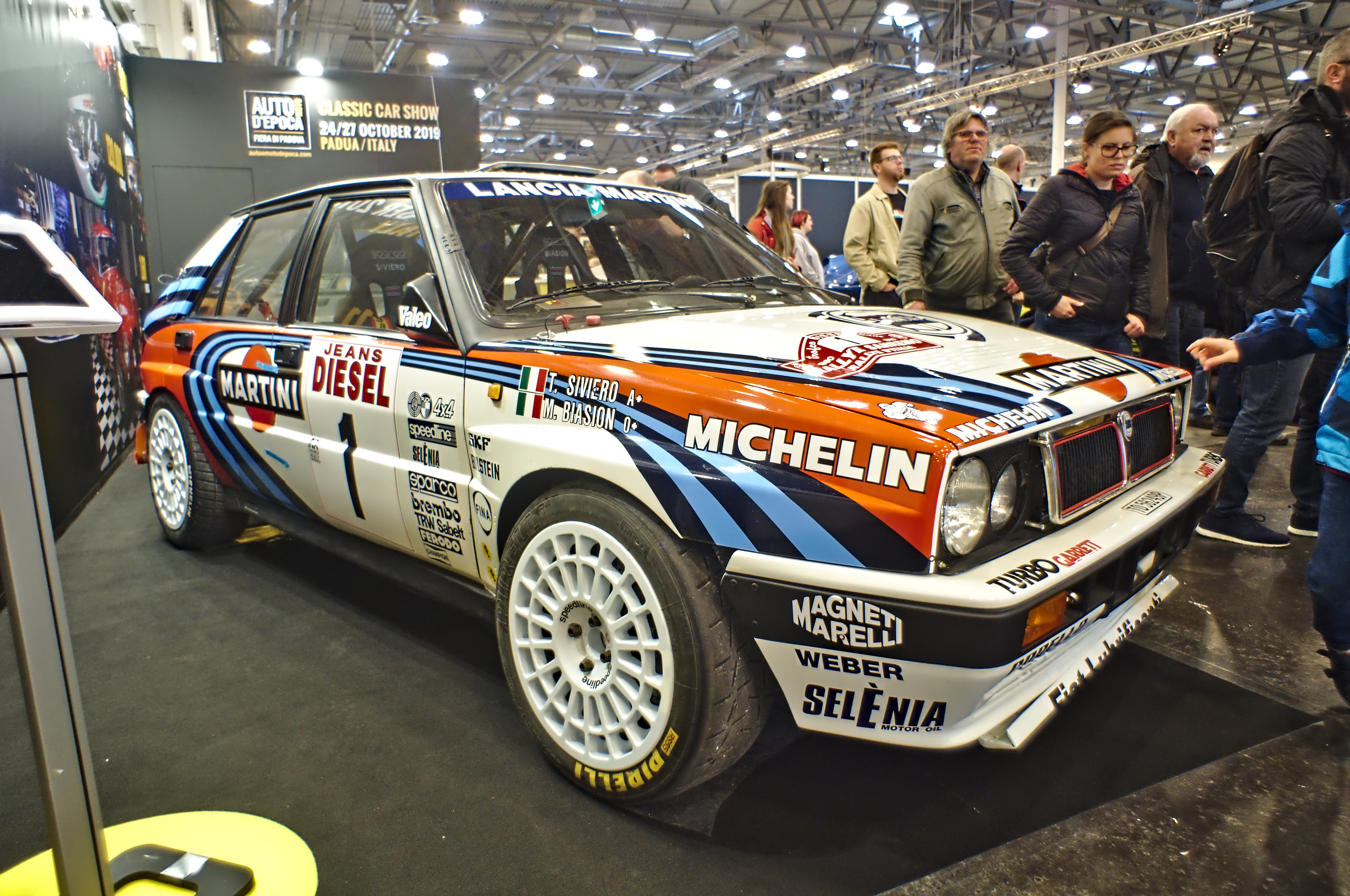
1990年のサンレモ・ラリー出場時の姿にリペアされたTO 56249P

第11戦 サンレモはオリオールが制し、ランチアはWRC史上初の4年連続でマニュファクチャラーズ・タイトルを獲得した。しかしドライバーズ・タイトルは、3位に入ったトヨタのサインツに奪われてしまい、グループA移行以来続いていたランチアのタイトル独占は終わりを告げた。その後、最終戦のRACにはビアシオンが出走しトヨタのサインツ、三菱のケネス・エリクソンに次ぐ3位でゴールした。

### 1991年
1991年、ランチアは体制を縮小させビアシオン、カンクネンの2台体制。オリオールはセミワークスのジョリークラブからエントリーすることになった。ランチアは1990年に「F1より3倍も金がかかる」と語るほどの資金をWRCに投じており、増大する活動予算が問題になり始めていた。
シーズン前半、ランチアはトヨタとサインツに対し劣勢を強いられた。モンテカルロ、スウェディッシュ、ポルトガルと開幕から3連敗を喫し、第4戦 サファリでカンクネンにより、ようやく1勝目を挙げた。しかし続く第5戦のツール・ド・コルスではオリオールがトヨタのサインツに敗北しトヨタ優位のうちにシーズンは進んでいった。
ランチア、トヨタ、フォード、三菱、スバル、マツダ、日産の7大ワークスが勢ぞろいした第6戦 アクロポリスでカンクネンが2勝目を挙げ、ビアシオン、オリオールも3、4位に入賞。だがサインツも2位に入りトヨタ/サインツからポイントを奪うには至らなかった。このアクロポリスとアルゼンチンでのビアジオン車にはヨーロッパ・ラリー選手権（ERC）でテストされていた電子制御式センターデフが装備されていたが、時期尚早として以降のイベントでの採用は見送られた。
第7戦 ニュージーランドはヨーロッパから遠く、ドライバーズ・タイトルしか掛けられていないため例年ワークスチームの出場が少ないイベントであった。しかしタイトル争い激化の中、ランチアとトヨタが直前になってワークスの派遣を決定した。結果はトヨタのサインツが4勝目を挙げ、ランチアはカンクネンが2位、ジョリークラブのオリオールは3位に終わった。続く南米で開催の第8戦 アルゼンチンにランチアは必勝を期しカンクネン、ビアシオン、オリオール、ホルヘ・レカルデの4台をエントリーさせ、これらをサービスカー17台とヘリコプター2機、セスナ1機でサポートする物量作戦で挑んだ。しかしまたもやサインツに敗れ、ランチア勢は2～5位に終わった。サインツはここまで7戦に出場して5勝2位1回の好成績で、ドライバーズ・タイトルの獲得は確実と思われた。
しかし第9戦 1000湖でランチアは逆襲に転じた。第1レグ、スバルのマルク・アレンが首位に立ち1秒差でトヨタのサインツ、6秒差でカンクネンが続いた。第2レグに入るとアレンが後退しサインツとカンクネンの一騎打ちとなったが、サインツが12秒リードして第2レグを終え、第3レグ SS33終了時には22秒までカンクネンとの差を広げた。しかし第3レグ最終のSS34でサインツは転倒により優勝争いから脱落し、替わってトップに立ったカンクネンが第4レグも走り切りシーズン3勝目をあげた。ランチアはジョリークラブのオリオールも2位でゴールして、シーズン初の1-2フィニッシュを達成して、マニュファクチャラーズ・ポイントでトヨタを逆転しトップに立った。続く第10戦 オーストラリアでもカンクネンが優勝し、リタイアに終わったサインツにドライバーズ・ポイントで2ポイント差に迫った。ランチアとカンクネンはわずか2戦でタイトル争いの状況を一変させた。勢いに乗るランチアは、地元開催の第11戦 サンレモにカンクネンとビアシオン、オリオールのレギュラーと、ジョリークラブからエントリーのダリオ・チェラート、アンドレア・アギーニを加え計5台のデルタを登場させた。結果、オリオールが連覇を達成。2位ビアシオン、3位にチェラートが入り上位を独占し、トヨタのサインツは6位に終わった。ランチアは5年連続のマニュファクチャラーズ・タイトル確定させた。
第13戦のカタルーニャではトヨタのアルミン・シュヴァルツが初優勝。ランチア勢ではカンクネンが2位入賞し、リタイアに終わったサインツを抜いてドライバーズ・ポイントでトップに浮上した。迎えたシーズン最終戦 RACでカンクネンがシーズン5勝目を挙げ、3位に終わったサインツを降し3度目のドライバーズ・タイトルを獲得した。ランチアは２年ぶりにタイトルの独占を果たした。
その後、1991年12月18日にランチアはWRCからの撤退を発表した。

## デルタ HF インテグラーレ
1992年、ランチアはデルタ HF インテグラーレをデビューさせた。デルタ HF インテグラーレは、デルタ インテグラーレ16Vからボンネットのアウトレットをさらに増加させ、より大型のターボを装備。サスペンション・ストロークもさらに長く取られ、タイヤハウスと車体のトレッド幅も拡大された。タイヤハウスの拡大は4WS化への用意だったが、結局実現せずに終わった。また2年続けてタイトル争いの強敵となったカルロス・サインツ対策として、サインツにプレッシャーを掛けられた時にのみ使用する特別なターボ・ブーストが用意された。ランチアは1991年からチーム・アストラを実働部隊として、スペイン・グラベル選手権（CERT）のオープンクラスにデルタ HF インテグラーレのプロトタイプを出場させ、マシンの開発を進めていった。
マシン名については若干の錯綜が見られた。デルタ HF インテグラーレは、ランチア社内ではSE050 ランチア・デルタ・インテグラーレ16VグループAエボルツィオーネ・アラルガータ、とデルタの名称が付いていたが、ホモロゲーション名ではデルタの名称が外れ、HF インテグラーレとなっていた。メインスポンサーのマルティニも、デルタの名は使用しないと発表していたが、開幕戦 モンテカルロではデルタの名前が復活していた。通称デルトーナ（大きなデルタ）、またはスーパーデルタ。

### 1992年

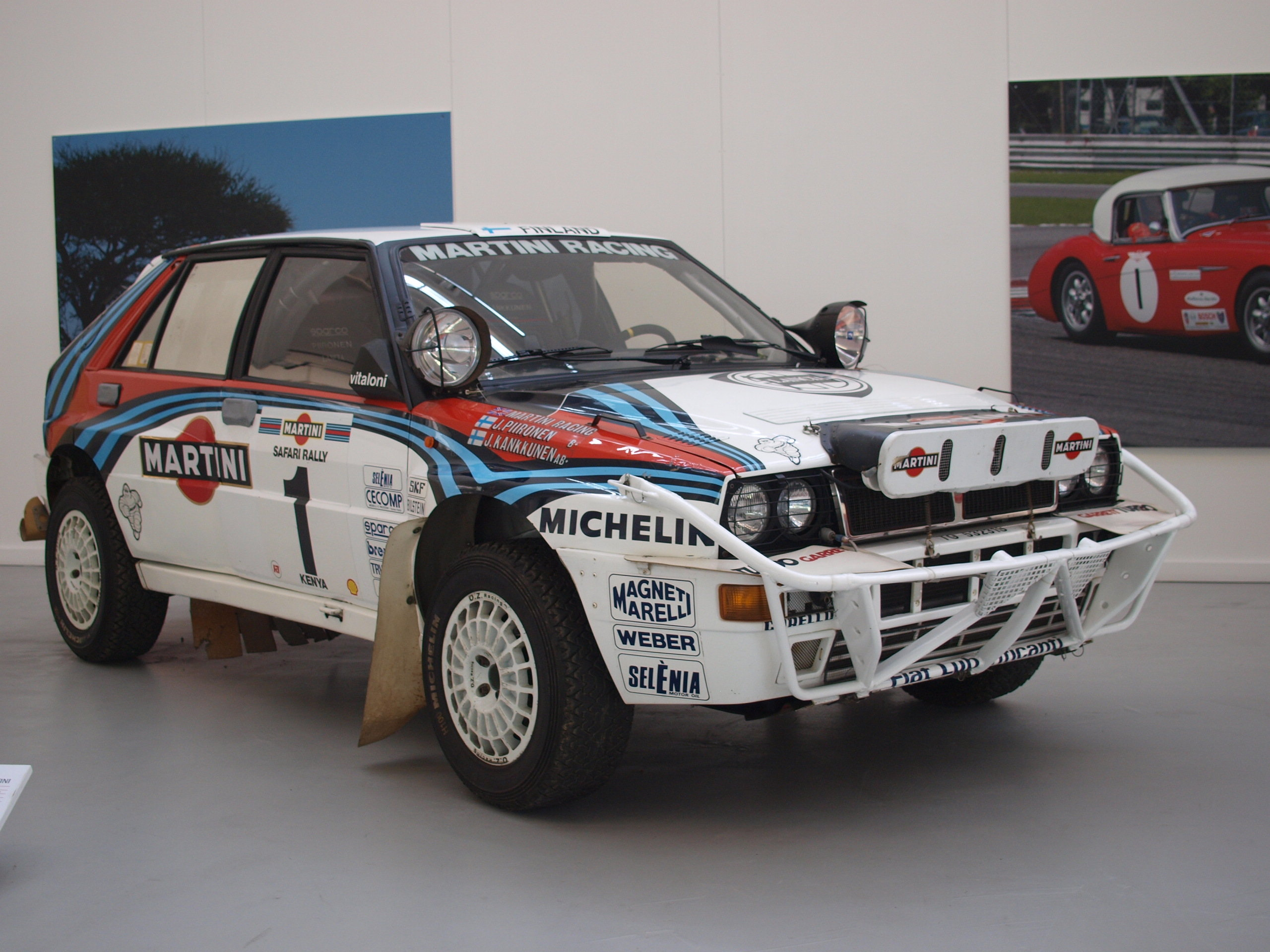
1992年のサファリ・ラリーを2位でゴールしたユハ・カンクネン/ユハ・ピロネン組のデルタ・HF インテグラーレ。ルーフスポイラーを寝かせることによって、トップスピードは約20km/h上昇した。

ワークス活動休止を表明したランチアだが、マルティニのスポンサードは継続され、マルティニレーシングとして引き続きWRCに参戦した。マシン開発はアバルトが行い、ジョリークラブがワークスチームとしてチーム運営を担当した。ドライバーはカンクネン、オリオールの2人にイベントごとにスペシャリストを起用した。
しかし、ジョリークラブは活動資金の不足に直面することになり、徐々にメカニックやパーツ輸送用のヘリコプターや無線用のセスナが飛ばなくなり、テストの回数も減っていった。またサンレモ・ラリーの事前テストを最後にマシンの開発を終了せざるを得なくなり、これがシーズン終盤の失速の原因となった。
開幕戦 モンテカルロではランチア、ライバルのトヨタともにニューマシンを投入し新シーズン初戦を迎えた。結果はオリオールが1990年以来2度目のモンテカルロ制覇を達成。カンクネンは3位、スポット参戦のフィリップ・ブガルスキーも5位に入り、ライバルに層の厚さを見せつけた。次に出場した第3戦 ポルトガルでもカンクネンが制し、ランチアは連勝スタートを切った。しかしオリオールは第1レグ SS4でエンジントラブルでリタイア、ノーポイントに終わった。続く第4戦 サファリではトヨタのサインツが優勝。ランチアはチームオーダーを発令し3位を走っていたカンクネンが2位、順位を譲ったレカルデは3位でゴールした。
シーズン中盤はオリオールの独壇場だった。第5戦のツール・ド・コルスでは23SS中18SSでベストタイムを記録して圧勝。続く第6戦 アクロポリスも制し、シーズン3勝目を挙げた。第8戦 アルゼンチンではトヨタのサインツを抑えて優勝し、第9戦 1000湖も僚友カンクネンとの接戦を制して優勝。ランチアは早くも6年連続、通算10回目のマニュファクチャラーズ・タイトルを確定した。第10戦 オーストラリアで、ランチアはマシン重量を1993年規定に対応した1,200㎏にして参戦したが、オリオールがカンクネンに1分41秒差を付けて完勝した。オリオールは参戦したラリーで5連勝と圧倒的な強さを見せた。
第11戦はランチアの地元、イタリアのサンレモで開催された。オリオールは1990、1991年とサンレモを連覇中で、優勝を有力視されていた。オリオールがサンレモで勝つとドライバーズ・ポイントが140に到達し、タイトル獲得がほぼ確実な状況だった。しかしオリオールは、第1レグ SS1でホイールの脱落によりリタイアに終わった。1992年のレギュレーションでは、ドライバーは10戦までの出場が認められ、9戦分のポイントが有効とされていた。オリオールは第3戦 ポルトガルで既に一度リタイアしており、サンレモで2度目のノーポイントに終わったことで、ドライバーズ・タイトル争いは混とんとし始めた。ラリーはアギーニがキャリア初優勝を飾り、カンクネンも2位に入った。

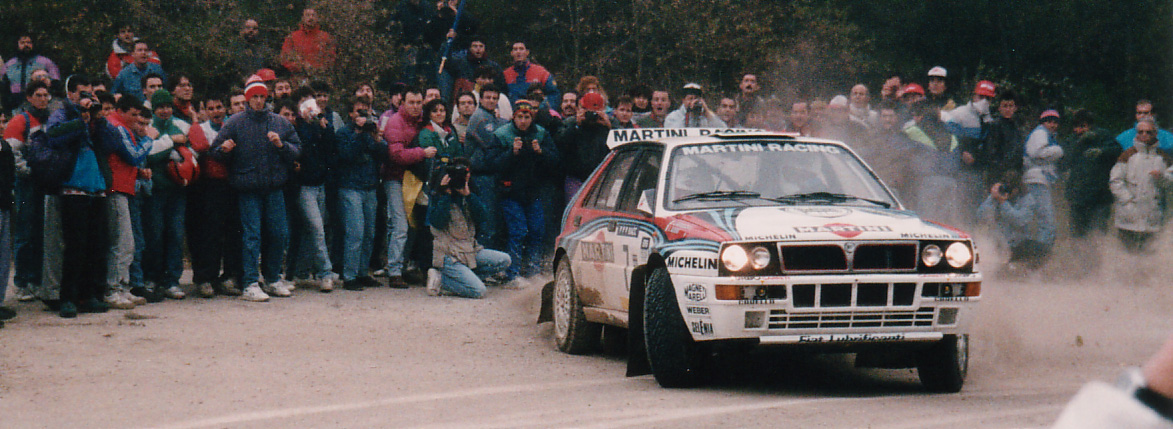
1992年のカタルーニャ・ラリーで3位に入賞したアンドレア・アギーニ

第13戦 カタルーニャで不振が続いていたトヨタのサインツが復活の優勝。ドライバーズ・ポイントでオリオールを逆転しトップに立った。オリオールは2日目にパワーステアリングの不調からコースアウトし36分のタイムロス。これが響いて10位に終わり1ポイントの獲得に終わった。一方シーズン6度目の2位に入ったカンクネンは、ドライバーズ・ポイントでも2位に浮上した。またアギーニも3位でゴールした。
1992年のWRCは、ドライバーズ・ポイントでトヨタのサインツが124、カンクネンが122、オリオールが121と上位3人が3ポイント差という僅差で最終戦 RACを迎えた。結果はラリーをリードしていたスバルのコリン・マクレーが後退後、トップに立ったサインツが連勝し、2度目のドライバーズ・タイトルを獲得した。ランチア勢はカンクネンは3位でゴール。オリオールは第3レグ SS26でエンジンが止まりリタイアした。オリオールは、シーズン中盤には確実とみられていたドライバーズ・タイトルを取り損ねる結果に終わった。

### 1993年

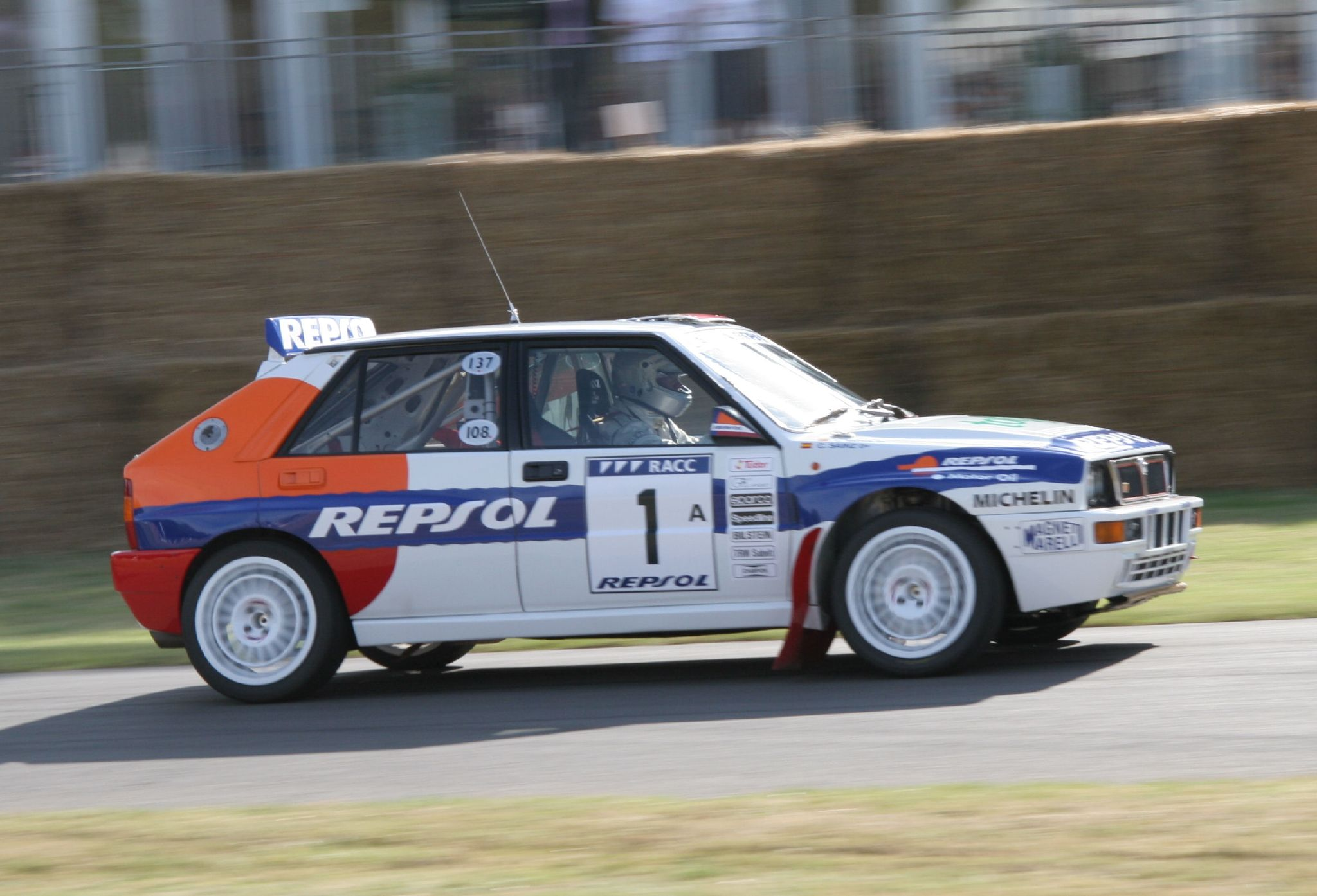
デルタ・HF インテグラーレ（1993年）

1993年、オリオールとカンクネンはトヨタに移籍し、ジョリークラブはそのトヨタから移籍したカルロス・サインツと、アンドレア・アギーニの2台エントリーでシーズンを戦った。他にスポットでグスタボ・トレレスもステアリングを握った。
体制面では、ランチアはラリー活動から撤退した。フィアットはWRCの予算をアルファロメオのドイツツーリングカー選手権の活動に振り分けた。そのためジョリークラブのWRC活動はプライベーター同然となった。
開幕戦 モンテカルロにジョリークラブは両ドライバーを揃って参戦させたが、サインツは14位に終わり、アギーニは橋に激突してリタイアした。第3戦 ポルトガルでアギーニは3位に入ったが、サインツは第3レグ SS22で5回転の転倒の結果リタイアし、2戦連続のノーポイントに終わった。第5戦のツール・ド・コルスでは、成績不振に対してのテコ入れとして、アバルトがエンジンの改良を行った。またアギーニが、予算面の理由からタイヤをミシュランからピレリにスイッチした。サインツはシーズン初完走で4位でゴール。アギーニは、サスペンションが脱落しリタイアした。
第6戦 アクロポリスではDTMマシン、アルファロメオ・155 V6 TIのエンジン開発の成果を援用してエンジン性能の向上が図られた。資金難から十分なテストが行えない中での戦いだったが、サインツがフランソワ・デルクールと並びSSベスト最多の11を記録し2位に入った。アギーニは4位、グスタボ・トレレスも5位でゴールし結果的にシーズン最高の成績残すことができた。
第7戦 アルゼンチンで、ジョリークラブはランボルギーニF1のエンジニア、フランコ・アンドレオッチが改良したエンジンを投入した。しかしサインツは、第1レグのSS1でそのエンジンがブローしてしまい、早々とラリーを去った。続く第8戦 ニュージーランドでは、サインツが再びSSベスト最多の9回を記録し4位に食い込んだ。第9戦 1000湖はジョリークラブは欠場したものの、チーム・アストラのトミ・マキネンが三菱のケネス・エリクソンを抑えて4位入賞の好成績を残した。
第11戦 サンレモでは、アンドレオッチが開発したシリンダーヘッドを装備したエンジンが投入された。しかしサインツはフォード・エスコートRSコスワースを駆るプライベーター、ジャンフランコ・クニコに2分近く遅れる完敗に終わり2位。アギーニはリタイアに終わった。第12戦 カタルーニャはサインツ、トレレスがエントリー。サインツもピレリタイヤにスイッチした。サインツは第1レグ SS10で電気系トラブルによりリタイアに終わり、ランチア勢最上位はチーム・アストラのアレックス・フィオリオの5位で、ジョリークラブのトレレスも6位でゴールした。ジョリークラブは最終戦 RACラリーの欠場と、1994年シーズンからマシンをフォード・エスコートに変更することを発表し、WRC創設以前から続いてきたランチアのラリー活動は終了した。

## ヨーロッパラリー選手権

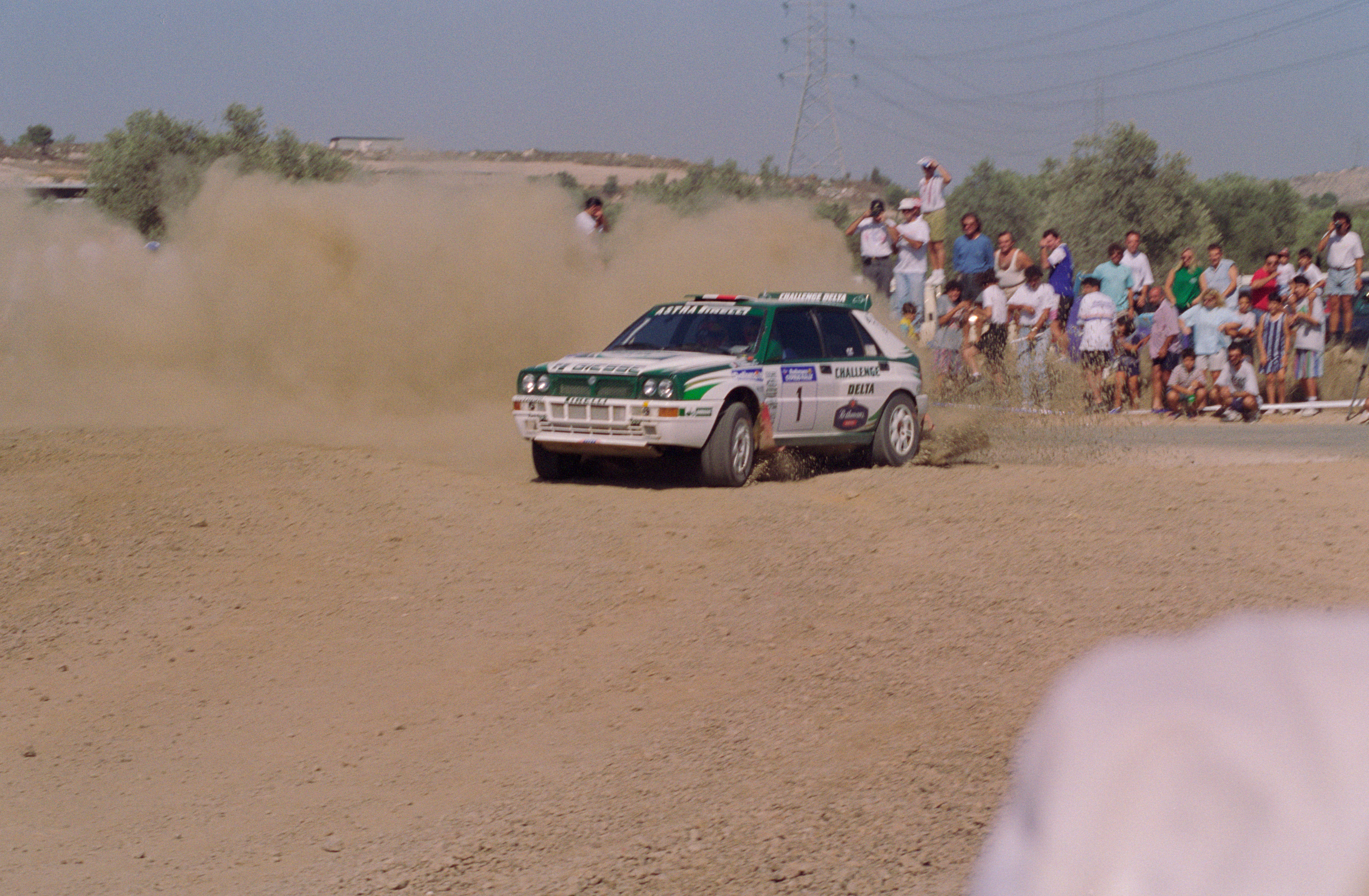
1994年のERCキプロス・ラリーを、全SSでベストタイムを記録して優勝したアレックス・フィオリオのデルタ HF インテグラーレ。

ヨーロッパラリー選手権（ERC）では、デルタを主力マシンとするイタリアのプライベートチームが活躍した。WRCでセミワークスとしても活躍したジョリークラブは1987年にダリオ・チェラート、1990年にはロベルト・ドルーグマンをチャンピオンに押し上げ、グリフォーネも1988年にファブリツィオ・タバトン、1989年にイブ・ルーベにより連覇した。この他ARTが91年にピエロ・リアッティで、アストラは1993年にピエール＝セザール・バローニでタイトルを獲得した。
WRCからワークスが撤退した後もデルタのERCでの活躍は続き、1994年のERC第38戦 エルパでグリフォーネのセルジオ・ピアネッツォーラが優勝。ピアネッツォーラはシーズンランキングでも4位に入る好成績を残した。第43戦 キプロスではアストラのアレックス・フィオリオが3連覇を達成した。翌1995年も第43戦 キプロスをレバノン人のプライベーター、’’バゲーラ’’が制し、続く第44戦 アンティーブでも1993年ERCチャンピオンのバローニが優勝した。
この他、1995年にWRCのローテーション制導入により、FIA 2リッターワールドラリーカップとして開催された第6戦 アクロポリスで、地元のアリス・ボボスが優勝。続く第7戦 アルゼンチンでもホルヘ・レカルデが、やはりデルタを駆るグスタボ・トレレスを抑えて優勝した。

## 全日本ラリー選手権
1987年の全日本ラリー選手権（JRC）に、スピードスターレーシング（SSR）がデルタ HF 4WDを走らせることになった。SSRデルタは第3戦 ラリースピリットに前嶋光男/小川喜弘組によってデビューし、早速6位に入賞。JRCでもそのポテンシャルを発揮した。その後第5戦 ツール・ド・ミカサと、第7戦 モントレーで7位に入賞、コ・ドライバーが細川有三に代わった最終第8戦 M.C.S.Cラリー・ハイランド・マスターズ’87では3位でゴール。シーズンランキング4位の成績を残して最初のシーズンを終えた。デルタのJRC参戦は、WRCのトップクラスのマシンの登場ということで注目度は高かったが、ベース車両が高価なうえチューニングパーツの入手難もあり、導入はSSRのみにとどまった。
1988年も引き続き前嶋/小川組がSSRより参戦した。シーズン途中からはデルタ インテグラーレも投入されたが、日産・ブルーバード SSS-Rや三菱・ギャラン VR-4に太刀打ちできずノーポイントに終わった。1989年は宗正茂生/小宮新一組に代えて継続参戦したが、2年連続で入賞なしでシーズンを終えた。